# Dyan Cannon
Dyan Cannon (Tacoma, Washington, 4 de gener de 1937) és una actriu, escriptora i directora estatunidenca. És coneguda pel seu treball en pel·lícules com El cel pot esperar i La venjança de la Pantera Rosa, així com pel seu matrimoni amb el famós actor Cary Grant.

## Biografia
Filla de pare baptista i mare jueva, Dyan Cannon (nascuda Samile Diane Cannon) va néixer a la ciutat de Tacoma, a l'estat de Washington, EUA, l'any 1937.
Va estudiar antropologia durant 2 anys a la Universitat de Washington però ho va abandonar per traslladar-se a Los Angeles, on va començar la seva carrera com a model. Amb l'ajuda del productor Jerry Wald va aconseguir introduir-se en la indústria cinematogràfica.
Dyan Cannon va fer el seu debut en televisió en la sèrie Have Gun – Will Travel el 1958, encara que apareix acreditada com Diane Cannon, un pseudònim diferent. El primer paper amb el seu pseudònim actual va ser en Playhouse 90. L'any 1960 va obtenir el seu primer paper per a la pantalla gran en la pel·lícula The Rise and Fall of Legs Diamond.
Durant els primers anys de la dècada de 1960, va participar en nombroses telesèries, com The Untouchables, 77 Sunset Strip, The Reporter i Ripcord. El 1969, després d'una breu interrupció de la seva carrera artística per concentrar-se en la seva família, va tornar a la pantalla gran amb un paper secundari en la comèdia Bob & Carol & Ted & Alice, en la qual l'actriu va interpretar a Alice, amb Natalie Wood i Robert Culp. La seva actuació en aquesta pel·lícula li va valer nominacions al Globus d'Or i l'Oscar.
Dyan va seguir treballant en cinema i televisió durant els primers anys de la dècada de 1970 en projectes no gaire reconeguts, fins que el 1978 va rebre el paper de Julia Farnsworth en la reeixida pel·lícula Heaven Can Wait s, protagonitzada per Warren Beatty. Hi interpreta a la cobdiciosa i adultera esposa de Leo, home en el cos del qual es reencarna el personatge de Beatty. Aquesta actuació va tornar a posar-la al centre de l'escena, aconseguint una altra nominació a l'Oscar i finalment obtenint el Globus d'Or a la millor actriu secundària.
Anteriorment, el 1977, va rebre una nominació a l'Oscar pel seu treball com a escriptora, productora i directora del curt d'acció Number One, una història sobre la curiositat sexual dels adolescents.
En la dècada de 1980, se la va poder veure en films com Deathtrap, amb Michael Caine i Christopher Reeve, i Caddyshack II, comèdia protagonitzada per Chevy Chase. També va participar en diverses pel·lícules i minisèries per a televisió com Master of the Game (1984) i Rock ‘n' Roll Mom (1988).
A la dècada següent, va començar amb el seu treball en la pel·lícula The End of Innocence, film que ella mateixa va escriure i va dirigir, i que es diu és semi-autobiogràfica. A aquest film li van seguir d'altres com That Darn Cat, Kiss of a Stranger i Kangaroo Jack.
En tots aquests anys, va intensificar la seva presència en la pantalla petita, amb aparicions en telesèries com a Diagnosis Murder i The Naked Truth, protagonitzada per Téa Leoni. Tal vegada el seu paper més conegut en la televisió va ser el de la jutgessa Jennifer Cone àlies “Whipper” en la comèdia de situació Ally McBeal amb Calista Flockhart. Altres telesèries en les quals ella ha participat són The Practice i Three Sisters.

## Vida privada
El juliol del 1965 va contreure matrimoni amb el famós actor Cary Grant. Era el quart matrimoni per a ell i el primer per Dyan. L'any següent van tenir una filla, Jennifer Grant, l'única filla de tots dos. Després de tres anys junts, es van divorciar al març de 1968, però les disputes per la custòdia de la seva filla van seguir durant anys.
Dyan va tornar a casar-se l'any 1985 amb el productor Stanley Fimberg. Aquest matrimoni tampoc va anar bé i es van divorciar el 1991.
L'agost de l'any 2008, l'actriu va ser àvia per primera vegada: la seva filla Jennifer va donar a llum a Cary Benjamin Grant.

## Filmografia
Les seves pel·lícules més destacades són:

### Cinema
- This Rebel Breed (1960)
- The Rise and Fall of Legs Diamond (1960)
- The Murder Game (1965)
- Bob, Carol, Ted i Alice (Bob & Carol & Ted & Alice) (1969)
- Such Good Friends (1971)
- Le casse (1971)
- The Love Machine (1971)
- Gran robatori a Manhattan (The Anderson Tapes) (1971)
- Doctors' Wives (1971)
- The Last of Sheila (1973)
- Shamus (1973)
- Child Under a Leaf (1974)
- Number One (1976)
- La venjança de la Pantera Rosa (Revenge of the Pink Panther) (1978)
- El cel pot esperar (Heaven Can Wait) (1978)
- Coast to Coast (1980)
- Honeysuckle Rose (1980)
- Author! Author! (1982)
- Deathtrap (1982)
- Caddyshack II (1988)
- The End of Innocence (1990)
- The Pickle (1993)
- Allie & Me (1997)
- Out to Sea (1997)
- 8 caps dins una bossa de viatge (8 Heads in a Duffel Bag) (1997)
- That Darn Cat (1997)
- The Sender (1998)
- Kiss of a Stranger (1999)
- Cangur Jack (Kangaroo Jack) (2003)
- The Boynton Beach Bereavement Club (2005)

### Televisió
- Have Gun - Will Travel (2 episodis, 1958)
- Wanted: Dead or Alive (1 episodi, 1959)
- Zane Grey Theater (1 episodi, 1959)
- Lock Up (1 episodi, 1959)
- Highway Patrol (1 episodi, 1959)
- Playhouse 90 (1 episodi, 1959)
- Bat Masterson (2 episodis, 1959-1961)
- Two Faces West (1 episodi, 1960)
- Full Circle (1960) pel·lícula per sèrie TV
- Johnny Ringo (1 episodi, 1960)
- Ben Casey (1 episodi, 1961)
- Follow the Sun (1 episodi, 1961)
- The Aquanauts (2 episodis, 1961)
- Intriga a Hawai (1 episodi, 1961)
- The Red Skelton Show (1 episodi, 1962)
- 77 Sunset Strip (2 episodis, 1958-1962)
- The Untouchables (1 episodi, 1962)
- Ripcord (1 episodi, 1962)
- Stoney Burke (1 episodi, 1963)
- Gunsmoke (1 episodi, 1964)
- The Reporter (1 episodi, 1964)
- Mr. Broadway (1 episodi, 1964)
- Burke's Law (1 episodi, 1965)
- Medical Center (1 episodi, 1969)
- The Virginia Hill Story (1974) (pel·lícula per TV)
- Lady of the House (1978) (pel·lícula per TV)
- Having It All (1982) (pel·lícula per TV)
- Master of the Game (1984) pel·lícula per TV mini-sèries
- Jenny's War (1985) (pel·lícula per TV)
- Arthur the King (1985) (pel·lícula per TV)
- Rock 'n' Roll Mom (1988) (pel·lícula per TV)
- Jailbirds (1991) (pel·lícula per TV)
- Christmas in Connecticut (1992) (pel·lícula per TV)
- Based on an Untrue Story (1993) (pel·lícula per TV)
- Diagnosis Murder (2 episodis, 1994)
- The Naked Truth (1 episodi, 1995)
- A Perry Mason Mystery: The Case of the Jealous Jokester (1995) (pel·lícula per TV)
- The Rockford Files: If the Frame Fits... (1996) (pel·lícula per TV)
- Ally McBeal (17 episodis, 1997-2000)
- Diamond Girl (1998) (pel·lícula per TV)
- Beverly Hills Family Robinson (1998) (pel·lícula per TV)
- The Practice (1 episodi, 1998)
- Black Jaq (1998) (pel·lícula per TV)
- Ally (4 episodis, 1999)
- My Mother, the Spy (2000) (pel·lícula per TV)
- Three Sisters (31 episodis, 2001-2002)
- A Kiss at Midnight (2008) (pel·lícula per TV)

## Premis i nominacions
| Any  | Ens                    | Premi                       | Sèrie / Film              | Resultat   |
| ---- | ---------------------- | --------------------------- | ------------------------- | ---------- |
| 1969 | Premi NYFCC            | Millor Actriu secundària    | Bob & Carol & Ted & Alice | Guanyadora |
| 1970 | Premis Globus d'Or     | Revelació femenina          | Bob & Carol & Ted & Alice | Nominada   |
| 1970 | Oscar                  | Millor actriu secundària    | Bob & Carol & Ted & Alice | Nominada   |
| 1972 | Globus d'Or            | Millor Actriu - Drama       | Such Good Friends         | Nominada   |
| 1977 | Oscar                  | Millor Curt d'Acció         | Number One                | Nominada   |
| 1979 | Globus d'Or            | Millor Actriu secundària    | Heaven Can Wait           | Guanyadora |
| 1979 | Oscar                  | Millor actriu secundària    | Heaven Can Wait           | Nominada   |
| 1979 | Premis Saturn          | Millor Actriu secundària    | Heaven Can Wait           | Guanyadora |
| 1983 | Premi Golden Raspberry | Pitjor Actriu secundària    | Deathtrap                 | Nominada   |
| 1998 | Q Award                | Millor Personatge Recurrent | Ally McBeal               | Nominada   |

## Curiositats
- Va ser Miss Seattle de l'Est en 1955.[4]
- Va ser “descoberta” mentre esmorzava a Sunset Strip.
- El seu germà és el baixista de jazz David Friesen.
- És una de les més reconegudes fans de l'equip de bàsquet Los Angeles Lakers, sempre se la pot veure en els partits.
- Cary Grant la va veure per primera vegada en un programa de TV el 1961.
- Dyan Cannon té una estrella en el Passeig de la Fama (Walk of Fame) en el Hollywood Boulevard.